# Escallonia pulverulenta
Escallonia pulverulenta (también conocida con los nombres comunes madroño, corontillo y siete camisas) es un arbusto perennifolio de la familia Escalloniaceae. 

## Descripción

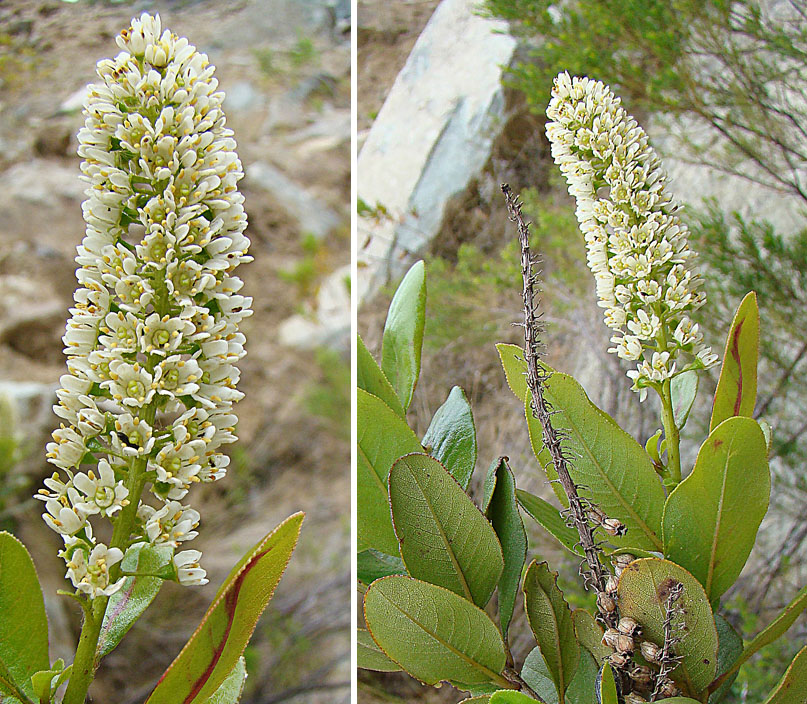
Detalle de las inflorescencias

E. pulverulenta es un arbusto de tamaño mediano, que alcanza una altura de hasta 10 metros.
Las hojas son de color verde claro y están ligeramente onduladas. Sus flores son hermafroditas y se encuentran agrupadas en inflorescencias formando racimos alargados y compactos, que pueden alcanzar hasta 20 cm de longitud, llenas de pequeñas flores blancas. Pueden florecer durante todo el verano austral. Su fruto es una cápsula leñosa dehiscente que se abre dispersando sus semillas en marzo, cada una de 0,8 mm de largo.

## Hábitat
Es nativa de la costa y los valles interiores de Chile central, entre los 5-1200 metros (5,5-1312,3 yd) sobre el nivel del mar. 
Se encuentra entre las regiones de Coquimbo y La Araucanía, donde crece en bordes de quebradas o en laderas asoleadas. Forma parte del matorral y del bosque esclerófilo.

## Uso
Es una especie muy atractiva para los insectos benéficos y polinizadores. Es usada para la producción de mieles monoflorales y en jardinería para cubrir construcciones o elementos arquitectónicos.